# Gräberfeld Tofta högar

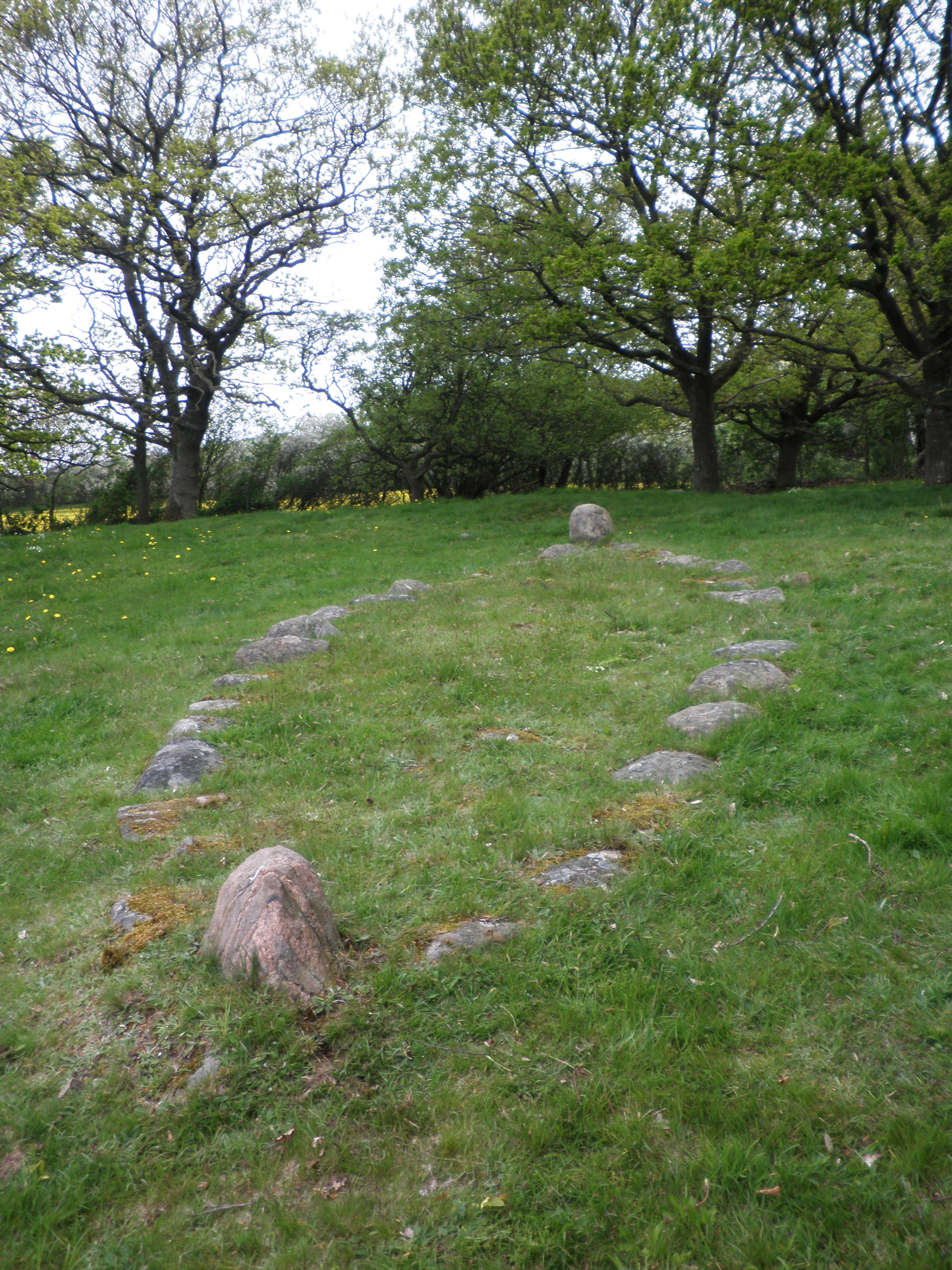
Gräberfeld Tofta högar

Das Gräberfeld Tofta högar (auch Gudahovet oder RAÄ-Nr:Hov 109:1 genannt) liegt in der Gemeinde Båstad in der schwedischen Provinz Schonen.
Auf dem Gräberfeld, das von der Bronze- bis zur Eisenzeit genutzt wurde, gibt es 21 Relikte. Es sind Gräber, Grabhügel, Steinkreise und ein Schalenstein.
In den 1970er Jahren wurden einige Gräber und Teile zweier rechteckiger Wallanlagen untersucht. Unter einer wurde eine Schiffssetzung mit niedrigen Relingsteinen und hohen Bug- und Hecksteinen gefunden, wie sie auch auf Öland (Karums alvar – "Noaks Ark") vorkommt und auf Bornholm häufig ist. Zwischen zwei Steinen der Reling fand man eine kleine Steinkiste, die eine Urne mit verbrannten Knochen aus der späten Bronzezeit enthielt. Der Hügel aus Erde und Stein wurde in der späten Eisenzeit für Begräbnisse verwendet.
Die Untersuchung der kleineren Wallanlage erbrachte keine Belege dafür, dass der Platz als Siedlung genutzt wurde, aber Spuren von Pfählen einer Dach- und Wandkonstruktionen deuten auf ein Kulthaus. In der größeren Einhegung fand man Reste einer Palisade.
Das Slättarödsschiff (schwedisch Slättarödsskeppet) liegt in Västra Karup, westlich von Båstad.